# Lumbrineris bilabiata
Lumbrineris bilabiata är en ringmaskart som beskrevs av Treadwell 1901. Lumbrineris bilabiata ingår i släktet Lumbrineris och familjen Lumbrineridae. Inga underarter finns listade i Catalogue of Life.